# Plaza de Toros de Berja
Plaza de Toros de Berja är en amfiteater i Spanien.   Den ligger i provinsen Provincia de Almería och regionen Andalusien, i den södra delen av landet, 400 km söder om huvudstaden Madrid. Plaza de Toros de Berja ligger 399 meter över havet.
Terrängen runt Plaza de Toros de Berja är kuperad åt sydväst, men åt nordost är den bergig. Runt Plaza de Toros de Berja är det ganska glesbefolkat, med 27 invånare per kvadratkilometer. Närmaste större samhälle är El Ejido, 14,1 km sydost om Plaza de Toros de Berja. Omgivningarna runt Plaza de Toros de Berja är i huvudsak ett öppet busklandskap.